# Чжан (шаньюй)
Чжан (кит. упр. 长, пиньинь zhǎng, тронное имя Хусеши Чжоуху-ди кит. упр. 湖斜尸逐侯鞮, пиньинь Huyeshi Zhouhou Di) — шаньюй хунну с 63 года по 85 год. Сын Хуханье II.

## Правление
Стал шаньюем в 63 году. Северные хунны восстановили силы и война в степи началась снова. В 64 северный шаньюй предложил мир и возобновление торговли с Китаем. Хань Мин-ди согласился, рассчитывая таким образом замирить северных хунну. В 65 император отправил генерала (юэци сыма) Чжэн Чжуна к северному шаньюю. Видя посольства князь Хэйбы начал думать, что симпатии императора на стороне северных хунну и собрался бежать на север. Об этом Чжен Чжун написал императору. который повелел учредить постоянное наблюдене за южными хунну, за ними должен был следить пристав (дуляо гянгюнь) Ву Тан с помощниками Лай Мяо, сяоюем Янь Чжао, младшим сяоюем Чжан Го и войсками из корпуса Хуаин в Ляияне. Их перевели в Вуюань для наблюдения за шаньюем, а кидуюя Цинь Пэна отправили в Мэйцзи. Осенью северные хунны прислали 2 000 конников под Шофан для того, чтобы соединиться с восставшими южными хуннами, но наличие китайских войск нарушило их планы. Тогда хунны стали нападать на приграничные поселения в Хэси.
В 73 году император приказал напасть на северных хунну. Четыре армии были направлены северным путём. Испуганные северяне отступили на север через Шомо. Пхын и Тхан были сняты с постов по причине неусердности, приставом был назначен Лай Мяо. В 83 старейшина северных хунну Гилюс Саньмулэуцзы поддался Китаю. С ним пришло 38 000 человек, 20 000 лошадей, 100 000 скота. В 84 северный шаньюй вновь передал письмо через Мэн Юня правителя Вувэя, с просьбой разрешить торговлю. Император разрешил. С севера приехал князь Имоцзы и привёл 10 000 скота на продажу. Южный шаньюй спешно отправил лёгкую конницу, которая отбила скот до начала торговли. В 85 году старейшина Цзюйличжобин с 73 родами вступил в китайское подданство. Северное хунну ослабело и стало терять жизнеспособность. Роды разбегались от шаньюя. Южные хунну стали нападать с лицевой стороны (юг — лицевая сторона по обычаю хуннов), динлины с севера, сяньби с востока, подкупленные Китаем сиюйцы с запада. Северные хунну не могли сражаться и стали убегать.
В 85 Чжан умер, на престол вступил двоюродный брат Сюань.